# Boscs subtropicals de Meghalaya
L'ecoregió dels boscos subtropicals de Meghalaya és una ecoregió del nord-est de l'Índia. L'ecoregió té una superfície de 41.700 quilòmetres quadrats i, malgrat el seu nom, comprèn no només l'estat de Meghalaya, sinó també algunes parts del sud d'Assam, i una petita part de Nagaland al voltant de Dimapur. També conté molts altres hàbitats que els boscos subtropicals, però els boscos subtropicals de muntanya que es troben a Meghalaya és un bioma important, i una vegada era molt més estès a la regió, i per aquestes raons es va triar com el nom més adequat. La designació científica és IM0126.
L'ecoregió del bosc subtropical de Meghalaya forma part de la zona sensible de la biodiversitat indo-birmànic més gran, amb moltes espècies endèmiques que no es troben enlloc més del món. Juntament amb els Ghats occidentals, el nord-est de l'Índia són les dues úniques regions de l'Índia, dotades de selva tropical. Per aquests motius i altres, la protecció i conservació dels boscos subtropicals de Meghalaya són importants a nivell local, nacional, regional i fins i tot global.
L'ecoregió és una de les zones més riques en espècies a l'Índia, amb una rica diversitat d’aus, mamífers i plantes en particular. Les terres baixes contenen boscos tropicals, mentre que els turons i les muntanyes, que formen la major part de la zona, estan coberts de prats i diversos tipus d’hàbitats de boscos diferents, incloent boscos subtropicals de fulla ampla humits en algunes de les zones de muntanya per sobre dels 1.000 metres. La regió és una de les zones més humides del món, amb alguns llocs, sobretot Mawsynram i Cherrapunji, al sud de Meghalaya, amb fins a onze metres de pluja en un any.
Al nord de l'ecoregió es troba l'ecoregió de boscos semiperennes de la vall de Brahmaputra, a l'oest i al sud, a Bangladesh, es troben els boscos caducifolis humits de les planes gangètiques inferiors, i a l'est, l'ecoregió de la selva tropical Mizoram-Manipur-Kachin.
L'ecoregió forestal elevada i humida és un centre de diversitat per als gèneres d’arbres Magnolia i Michelia, i les famílies Elaeocarpaceae i Elaeagnaceae. Més de 320 espècies d'orquídies són originàries de Meghalaya. L'endèmica planta del càntir (Nepenthes khasiana) és ara una espècie en perill d'extinció. S'han informat vora 3.128 espècies de plantes florals, de les quals 1.236 són endèmiques. A la meitat posterior de la dècada del 1800, Joseph Dalton Hooker, un botànic i explorador britànic, va fer una enorme col·lecció taxonòmica per a l'herbari de Kew dels Turons de Khasi i de Jaintia i va assenyalar el lloc com un dels indrets més rics de biodiversitat de l'Índia, potser de tot Àsia també. L'estat de Meghalaya és ric en espècies de plantes medicinals, però l'aparició natural de la majoria de plantes medicinals ha disminuït a causa de la pèrdua d’hàbitat. Un total de 131 espècies de plantes medicinals RET (Rares, Endèmiques i amenaçades, Threatened), incloent 36 espècies endèmiques i 113 d'espècies en diferents categories d'amenaça, es troben a Meghalaya.

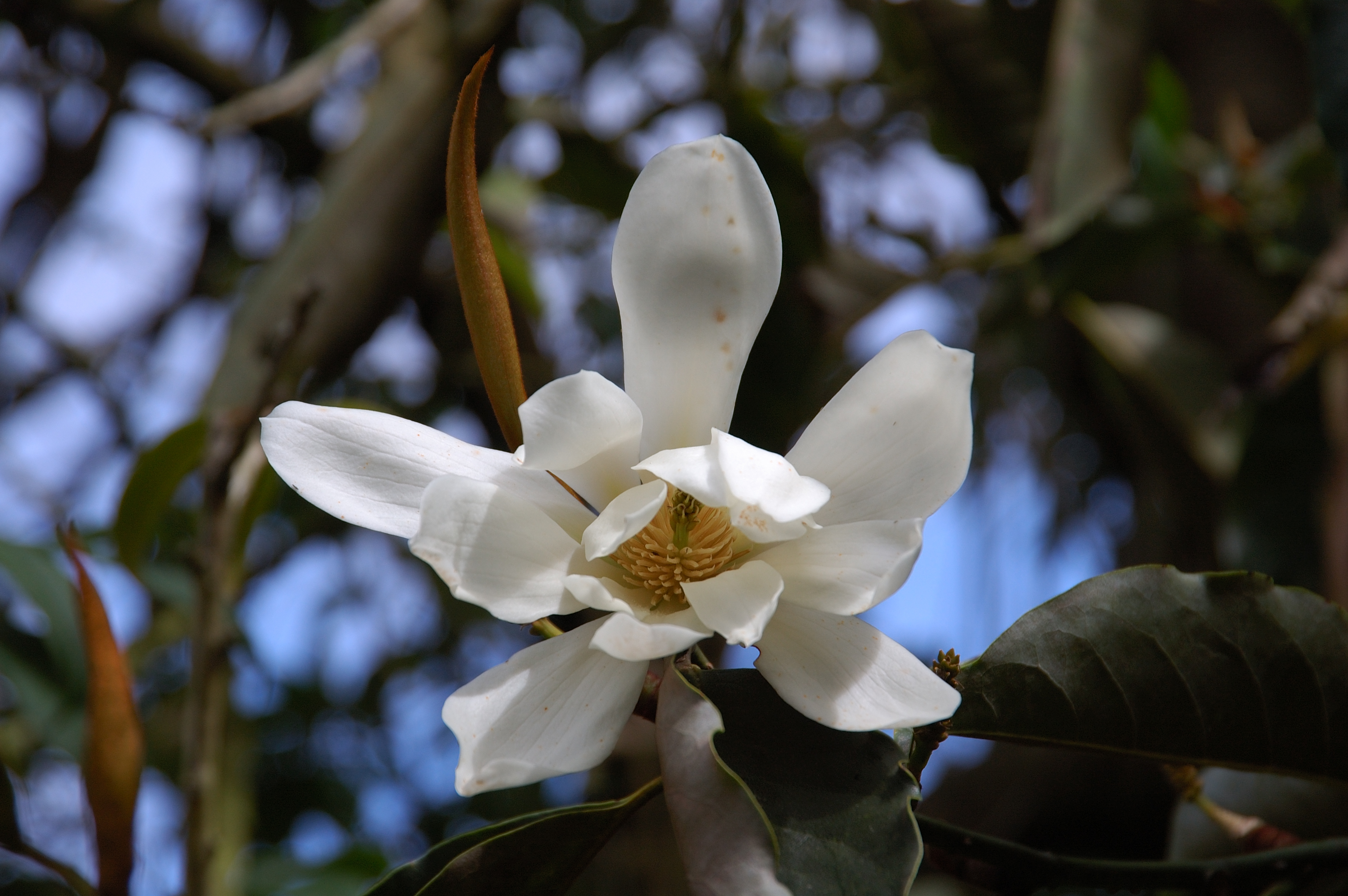
Exemplar de Michelia doltsopa.

Com en altres zones rurals de l'Índia, els pobles de Meghalaya tenen una antiga tradició de nodrir els arbres sagrats. Es tracta de punts sagrats dins del bosc on es cultiven i recol·lecten plantes medicinals i d'altres de valorades de forma sostenible i presenten una biodiversitat molt elevada. A Meghalaya, aquests bosquets sagrats es coneixen com a Llei Kyntang o Law Lyngdoh.

## Fauna

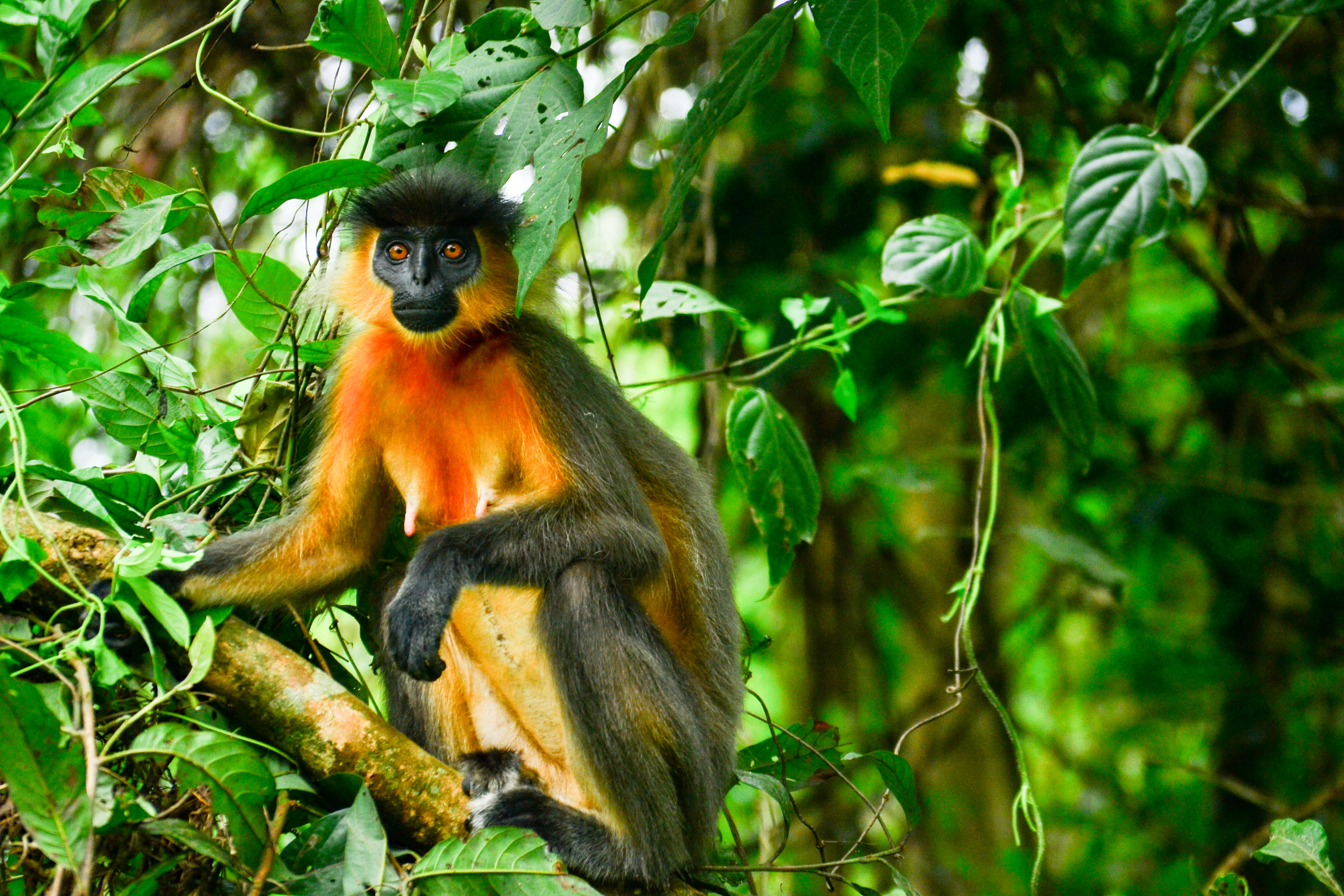
Colobí en al Parc Nacional de Manas.

L'ecoregió montana és la llar d’una diversa barreja d’ocells, amb un total de 659 espècies registrades a partir del 2017. Algunes de les aus que viuen aquí són endèmiques de l'ecoregió d’Indo-Birmània, i moltes espècies estan amenaçades o gairebé amenaçades en un escala global. D’aquests, dos voltors, el voltor dorsiblanc asiàtic i el voltor becfí, necessiten protecció addicional com a espècies en perill d’extinció que estan en perill crític. Els boscos de Meghalaya no només són importants com a refugi de fauna per a aus, sinó que també és important per a aus migratòries en els seus vols de llarga distància.